# Lionel Tertis
Lionel Tertis (West Harterpool, 29 dicembre 1876 – Londra, 22 febbraio 1975) è stato un violista inglese, uno dei più grandi di tutti i tempi.
I suoi genitori, degli immigrati ebrei polacchi, si trasferirono a Londra quando Lionel aveva tre mesi. Il padre era cantore nella sinagoga di Londra e diede al figlio le basi musicali. Tertis studiò pianoforte dai cinque anni e in seguito riuscì a mantenersi economicamente proprio grazie all'attività di pianista. Studiò violino con John Tiplady Carrodus al Trinity College of Music di Londra.
Più tardi si trasferì a Lipsia perché pensava che avrebbe avuto insegnanti migliori in Germania. In realtà vi rimase solo sei mesi, perché il nuovo maestro fu una delusione. Tornato a Londra nel 1897, studiò saltuariamente con Wessley e cominciò a suonare saltuariamente la viola in un quartetto d'archi, grazie al consiglio di un compagno di studi. Questa esperienza lo portò ad appassionarsi molto allo strumento.
Nel 1900 tornò alla Royal Academy e, divenuto professore titolare, fu invitato a suonare la viola nel quartetto del suo ex insegnante Wessley. In seguito entrò nella Queen's Hall Orchestra come ultimo dei secondi violini, ma entro un anno fu promosso a spalla delle viole, posto che abbandonò nel 1904 per intraprendere la carriera da solista.
Dopo la prima guerra mondiale Tertis divenne ancora più attivo come solista, strumentista da camera e promotore di nuova letteratura per viola. Il 10 ottobre 1925 eseguì la prima di Flos campi, suite per viola, coro e orchestra composta da Ralph Vaughan Williams e dedicata al violista britannico. Il suo ultimo concerto risale al 4 febbraio 1937, quando eseguì l'Aroldo in Italia con l'orchestra della BBC.
L'abbandono della carriera solistica è dovuto al fatto che Tertis aveva iniziato a soffrire di fibromialgia acuta al braccio destro. Nello stesso anno, però, il grande musicista cominciò a fare degli esperimenti riguardanti la misura della viola, in quanto voleva cercare la misura ideale dello strumento. Secondo lui, infatti, le viole sufficientemente sonore non erano maneggevoli perché erano troppo grosse, ma allo stesso tempo gli strumenti più piccoli non avevano un suono abbastanza potente. Alla fine di un lungo periodo di sperimentazione, stabilì che la misura ideale era di 42,55 cm.
Nonostante il suo precedente ritiro dal palcoscenico, vi tornò nel 1939 per beneficenza e nel 1950, a 74 anni, per presentare il suo modello di viola. Molti compositori hanno scritto opere apposta per Tertis, che le eseguiva tutte in pubblico e inoltre le faceva studiare ai suoi allievi. Composizioni che apprezzava molto erano quelle per più viole, tra cui quelle di Anton Wranitzkj. Nel 1938 riunì gli elementi dell'esecuzione artistica a cui teneva di più in un libriccino di 22 pagine intitolato Beauty of Tone in String Playing. La vita musicale e i successi della sua carriera sono documentati nelle sue due autobiografie: Cinderella no more e My viola and I.